# Lac Breeches
Lac Breeches är en sjö i Kanada.   Den ligger i regionen Chaudière-Appalaches och provinsen Québec, i den sydöstra delen av landet, 300 km öster om huvudstaden Ottawa. Lac Breeches ligger 355 meter över havet. Arean är 2,4 kvadratkilometer. Den sträcker sig 3,1 kilometer i nord-sydlig riktning, och 3,0 kilometer i öst-västlig riktning.
I omgivningarna runt Lac Breeches växer i huvudsak blandskog. Runt Lac Breeches är det mycket glesbefolkat, med 5 invånare per kvadratkilometer.